# Bernadette de Lourdes
Ne doit pas être confondu avec Bernadette Soubirous.
Bernadette de Lourdes est une comédie musicale française de Serge Denoncourt, dont la première représentation a eu lieu le 1er juillet 2019 à l'Espace Robert-Hossein de Lourdes, avant une tournée en France et à Paris.
En 2023, les réalisateurs ont annoncé avoir démarré plusieurs projets de productions à l'étranger avec d'autres troupes.

## Argument
1858. Bernadette Soubirous, une jeune fille de famille pauvre à Lourdes déclare « voir quelque chose » dans la grotte de Massabielle.
La jeune fille fait face à la société qui ne croit pas à ce qu’elle raconte et l’accuse de mentir. De nombreuses personnes, le commissaire de police comme le curé, mais aussi ses propres parents et même des médecins, tentent de comprendre ces événements curieux relatés par Bernadette, voire de la détourner de son obsession à retourner dans cette grotte. Ses venues à la grotte entraînent un afflux de curieux, et un désordre social.

## Synopsis
La comédie musicale raconte l’histoire de Bernadette Soubirous, fille d’une famille de meunier du sud de la France, connue pour avoir vu des apparitions mariales dans une grotte près de la ville de Lourdes. Le spectacle se concentre sur la jeune fille qui fait face à la société de son époque, société qui ne croit pas ce qu’elle raconte et l’accuse de mentir. Plusieurs intervenants, le commissaire de police mais aussi le curé, ses parents et même des médecins l'interrogent, la questionnent pour soit comprendre, soit faire pression sur la jeune Bernadette et tenter de l'écarter de cette grotte où elle retourne encore et encore, malgré les curieux et le désordre social qu’elle cause.
Une introduction par projection vidéo montre une jeune bergère qui promène un troupeau de moutons. Puis on retrouve Bernadette devant un commissaire de police peu coopératif qui écoute sans y croire le récit des apparitions qu’elle relate. Le spectacle alterne entre le discours de Bernadette face aux institutions (policière, familiale, cléricale), des scènes passées dans la grotte, ainsi que des projections vidéo et des chansons. Les sauts dans le temps permettent de retracer les événements passés sans alourdir le récit,.

## Fiche technique
- Titre : Bernadette de Lourdes
- Livret : Serge Denoncourt, Lionel Florence, Patrice Guirao[3]
- Compositeur : Grégoire[4]
- Mise en scène : Serge Denoncourt[3],[1]
- Scénographie : Stéphane Roy
- Production : Roberto Ciurleo, Eleonore De Galard[5]
- Coproducteurs : Gad Elmaleh[6]
- Arrangements : Scott Price
- Casting : Bruno Berberes
- Costumes : Mérédith Caron
- Coiffures et maquillage :
- Lumières : Martin Labrecque
- Son : Denis Savage
- Vidéos : Silent Partners
- Date de première représentation : 1er juillet 2019 Espace Robert-Hossein (Lourdes)[7]
- Date de début de la tournée :

## Distribution

### Personnages en titre
- Eyma : Bernadette Soubirous[8]
- Sarah Caillibot : Louise Soubirous (mère de Bernadette)
- David Bàn : François Soubirous (père de Bernadette)
- Christophe Héraut : l'abbé Peyramale
- Grégory Deck : Le Commissaire Jacomet
- Laure Giordano : Toinette
- Daniel Defilipi : Monseigneur Bertrand-Sévère Laurence et Docteur Dozous
- Cédric Pelzman : Le Procureur Dutour
- Guillaume Muller : Le greffier et le photographe
- Maddy Joy : Jeanne Abadie

### Doublures / Swing
- Laure Giordano : Bernadette Soubirous[8]
- Damien Sargue : François Soubirous
- Daniel Defilipi : l'abbé Peyramale
- Cédric Pelzman : François Soubirous et Commissaire JACOMET
- Ptissem Ait Ouaka : Louise Soubirous
- Embée : Toinette

### Figurants et choristes
- Ptissem Ait Ouaka[8]
- Anthony Sanz
- Francisco Ochando
- Jean-Pierre Larroutude
- Joshua de Pinho
- Julien Demont
- Val Barzu
- Embée (et interprète principal de l'Ave Maria de Poulenc)
- Maddy Joy
- Steven Sequeira
- Liza Debo
- Claire Leblanc

## La création
Le spectacle a été créé à l'initiative de Roberto Ciurleo et d'Éléonore de Galard, en réponse au succès de leur précédente création Robin des Bois, comme un « remerciement à Notre-Dame de Lourdes » comme l'a déclarée Eléonore de Galard,.
La production mobilise 24 chanteurs-comédiens. Un travail a été fait au niveau des costumes pour recréer des costumes d'époque en se basant sur des éléments d'archive. Chaque costume représente un coût moyen de 20 000 Euros.
La grotte de Lourde a été reconstruite à l'identique, au moyen d'un scan 3D. La grotte a été réduite de 70% par rapport à l'échelle originale pour lui permettre d'être construite dans la salle de spectacle. Une petite pierre, de la grotte originale a été donnée par le responsable du sanctuaire et intégrée dans le décor reproduisant la grotte.
Le producteur déclare qu'il a voulu mettre en scène l'histoire d'une jeune fille, une adolescente qui déclare avoir vu « quelque chose », et qui têtue, tient tête à toutes les personnes, autorités politiques, judiciaires, religieuses, qui interviennent auprès d'elle. Le spectacle qui s'appuie sur des documents d'archives, des documents authentique, se présente sous forme d'une enquête et ne veut pas faire de prosélytisme. La « Vierge Marie » n'est jamais présentée, affichée, dans le spectacle,. Pour le coproducteur Gad Elmaleh, ce spectacle est « une métaphore des réseaux sociaux. Qu’est ce qui est vrai et pas vrai ? Comment on accuse les gens ? Comment on se juge les uns, les autres ? ».
Une première présentation est faite le 7 novembre 2018 au sein de l’église Notre-Dame du Val-de-Grâce à Paris où la troupe a chanté plusieurs des titres du spectacle.
La création se fait le 1er juillet 2019 à l'Espace Robert-Hossein de Lourdes, une salle de 1 500 places, aménagée pour accueillir de nombreuses personnes handicapées ou alitées ; 130 places leur sont réservées. Un surtitrage en plusieurs langues est organisé pour permettre aux pèlerins étranger de suivre le spectacle,,. La première saison prévue de juillet à novembre, une centaine de représentations sont programmées. Le budget de la création est chiffré à 10 millions d'Euros,.

## Développement
Dès 2018, avant même sa création, le spectacle est déjà vendu à l'étranger. Les producteurs prévoient au moins trois autres troupes dans le monde dès l'année 2020. Une troupe en langue portugaise est prévue au Brésil, une autre en espagnol pour l'Amérique du Sud et une troisième anglaise aux États-Unis. Une quatrième troupe italienne est elle déjà en préparation,. Fin 2019, la troupe est en contact avec des artistes de différents pays (Brésil, l'Argentine, le Québec…) pour reproduire le spectacle,,.
En 2020, le spectacle s'arrête durant deux années du fait de la pandémie de Covid 19, il reprend à Lourdes en juillet 2022,,.
En septembre 2023, le spectacle est créé à Paris, dans la salle du Dôme de Paris (l'ancien Palais des Sports), une salle pouvant atteindre les 5 000 places. Après quelques représentations, le spectacle repart en tournée dans toute la France avant de revenir à Paris en juin 2024. Au total ce sont 42 représentations qui sont programmées,,. Des tournées en Espagne, Portugal, Brésil, Pologne, Liban et même États-Unis sont également au programme,.
Début 2025, les organisateurs annoncent que le spectacle devait être créé à Broadway en 2026 avec une troupe américaine, et des représentations à Boston et Chicago,,. Une version polonaise devrait voir le jour en 2026 et qu'une version espagnole qui serait en tournée au Mexique en 2027,.
Une captation de la comédie musicale a été diffusée au cinéma, en France, les 24 et 25 avril 2025.

## Discographie

### Album
L'album studio du spectacle a été édité en avril 2020 et comprend 17 titres :
| No  | Titre                     | Interprète(s)     | Durée |
| --- | ------------------------- | ----------------- | ----- |
| 1.  | Aquero                    | Eyma              | 4:35  |
| 2.  | Ma fille                  | Sarah Caillibot   | 2:55  |
| 3.  | La rumeur                 | David Ban         | 2:17  |
| 4.  | Qui peut parler de nous ? | David Ban         | 4:12  |
| 5.  | Voir                      | David Ban         | 3:12  |
| 6.  | Pourquoi moi ?            | Eyma              | 3:10  |
| 7.  | Ils veulent un nom        | Christoph Héraut  | 2:48  |
| 8.  | Le détachement            | Eyma              | 3:50  |
| 9.  | Moi je te crois           | Christophe Héraut | 3:41  |
| 10. | En moi                    | Grégory Deck      | 2:52  |
| 11. | Quand tu t'en iras        | Eyma              | 2:59  |
| 12. | N'être qu'un homme        | David Ban         | 3:42  |
| 13. | Allez dire                | Eyma              | 2:14  |
| 14. | Madame                    | Eyma              | 4:39  |
| 15. | Ma fille                  | Sarah Caillibot   | 2:48  |
| 16. | Pourquoi elle ?           | live à Lourdes    | 2:03  |
| 17. | Ave Maria                 | live à lourdes    | 1:36  |

## Réception du public
Les représentations débutées dans une salle de 1 500 places à Lourdes en juillet 2019 comptait 70 000 spectateurs en novembre 2019,. En décembre 2019 le spectacle comptait déjà 53 000 réservations pour la saison suivante (avril-septembre 2020), avant son annulation pour cause de pandémie de Covid-19. En septembre 2023, les producteurs annonçaient 150 000 spectateurs à Lourdes, malgré deux années d'arrêt pour cause de pandémie. Sur les deux premières années de représentation, le spectacle fait salle comble à Lourdes. « C’est un spectacle extraordinaire » s’enthousiasme un spectateur ; c’est « plein de belles choses : la musique, les paroles, les textes » ajoute une spectatrice au même journaliste ; un autre spectateur prévoient de « revenir pleurer souvent »,.
Le 21 septembre 2023, lors de la première à Paris, la salle de 5 000 place est complète, et le public ravi, qui déclare « s'être pris une claque ».
Ségolène Boulai écrit que « à Paris des spectateurs qui l’attendaient et ressortent enthousiastes de la représentation, le sourire aux lèvres, sifflotant les chansons », en particulier le single « Madame » (répétés à trois reprises dans la dernière demi-heure du spectacle) et le numéro de rappel « Allez dire ».

## Réception critique
Si Musical Avenue estime que « le spectacle ne surprend pas musicalement », y reconnaissant « la touche de Grégoire autant dans les mélodies que les paroles », le critique estime que « certains thèmes sont judicieusement repris avec de nouvelles paroles marquant l’évolution des opinions ». La revue estime également que « la partition peine cependant à se renouveler » et que certains morceaux plus intimes pourraient être mieux mis en valeur musicalement. Rock’N Concert estime que même si les chansons « ne vont probablement pas devenir des tubes qui trusteront les hit-parades, elles constituent un ensemble cohérent, plutôt agréable à écouter, qui raconte une histoire ». Pascale Krémer, elle, plus enthousiaste, estime que « les chansons [sont] calibrées pour devenir autant de tubes, les chœurs [sont] puissants, les solos émouvants ».
Un bon point est donné pour les chanteurs qui sont qualifiés de « voix superbes », comme Eyma « qui campe une Bernadette charismatique […], chante impeccablement et partage au public l’éventail des sentiments qui la traversent, son assurance, ses doutes, et ses peurs ». Une belle révélation pour le monde du spectacle musical d'après la même critique qui salue également « les interprètes de tous les autres rôles secondaires du spectacles ». Et de conclure « il est rare de voir une distribution si impeccablement choisie : chacun est à sa place et chante parfaitement les airs qui lui sont confiés ».
La qualité et l'alternance des décors est appréciée (avec même des qualificatifs flatteurs pour la grotte ; « décors et costumes stupéfiants de réalisme » dixit Pascale Krémer). L'alternance des décors, ainsi que les projections vidéo « qui apportent au spectacle une certaine touche de modernité » ( même si quelques projections sont qualifiées de « assez kitch »), ainsi que les éclairages font également l'objet de commentaires positifs,,.
« Les scènes d’ensemble […] sont assez puissantes. L’ensemble est relativement dynamique ». La revue Rock’N Concert estime que « Bernadette de Lourdes est « un spectacle fort, réussi », qui va bien au-delà de l’histoire religieuse qu’il raconte », et Musical Avenue salue « l’occupation intelligente de la grande scène du Palais des Sports tout au long du spectacle : les personnages n’apparaissent pas perdus dans l’immensité comme cela est souvent le cas ». Bref, la revue souligne « une jolie réussite pour un spectacle qui n’est pas dansé ».

## Prestations à l'étranger
En janvier 2019, le casting est invité au Panama, à l’occasion des JMJ 2019, lors du Youth Festival, et se produit devant plus de 600 000 personnes,.
Le 27 novembre 2019, les six comédiens principaux ont été reçu en audience par le pape François avec le coproducteur Gad Elmaleh. L'invitation a été faite à l'initiative du pape François, après que Antoine Hérouard, alors évêque du sanctuaire de Lourdes, ait « vanté le spectacle au pape lors d'un rendez-vous ». À l'occasion de cette rencontre sur la place Saint-Pierre, les acteurs ont chanté un des titres du spectacle, Madame, a cappella devant le pape,.
En décembre 2022, la ville de Bethléem en Cisjordanie invite la troupe à venir chanter, avec d'autres chanteur lors de la cérémonie d'illumination du sapin de Noël, devant l'église de Bethléem. Une petite délégation s'y rend et la chanteuse Eyma y interprète deux titres du spectacle.
En janvier 2025, la comédie musicale se joue à Rome, avec une avant-première le 16 janvier à l’Auditorium de la Conciliation, à deux pas du Vatican, devant un public composé de démunis (familles pauvres, réfugiés…) pris en charge par « le réseau caritatif du pape ». Le Vatican a désigné ce spectacle comme le « spectacle officiel du Jubilé 2025 ».